# Skylar Diggins-Smith
Skylar Kierra Diggins-Smith (* 2. August 1990 in South Bend, Indiana) ist eine US-amerikanische Basketballspielerin. 

## Karriere
Vor ihrer professionellen Karriere in der WNBA spielte Diggins-Smith von 2009 bis 2014 College-Basketball für die University of Notre Dame. Sie wurde beim WNBA Draft 2013 an 3. Stelle hinter Brittney Griner (1. Pick) und Elena Delle Donne (2. Pick) von den Tulsa Shock ausgewählt, für die sie von 2013 bis 2019 in der nordamerikanischen Basketballliga der Damen spielte. Seit 2020 steht sie im Kader von Phoenix Mercury.
In der Saison 2014 wurde sie mit dem WNBA Most Improved Player Award ausgezeichnet.
Bei den Olympischen Sommerspielen 2020 in Tokio, die bedingt durch die COVID-19-Pandemie erst im Juli und August 2021 stattfanden, holte Diggins-Smith mit der Damen-Basketballnationalmannschaft der Vereinigten Staaten die Goldmedaille.